# Mikula Sándor
Mikula Sándor (Budapest, 1959. június 26. –) magyar színész, szinkronszínész.

## Életrajz
1986-ban végzett a Színház- és Filmművészeti Főiskola hallgatójaként. 1986–1988 között Szegeden kezdte pályáját. 1988–1989 között az egri Gárdonyi Géza Színházhoz szerződött. 1989 óta szabadfoglalkozású színész.
Zenés és prózai művek karakterszínésze.

## Szinkronszerepei
- A fekete lovag – Phillip – Michael Countryman
- A Főnix útja – Alex Rodney – Tony Curran
- A Grincs – Kilihan rendőr – Jim Meskimen
- A Gyűjtő – Dr. Wick Sachs – William Converse-Roberts
- A nagy zsozsó – Frank Pizzarro – Gregory Sporleder
- Ál/Arc – Burke Hicks – Thomas Jane
- Álmatlanság – Hap Eckhart – Martin Donovan
- Angyali szemek – Ray Micigliano – Jeremy Ratchford
- Az Amazonas kincse – Harvey – Jon Gries
- Bad Boys – Mire jók a rosszfiúk? – Csali rabló – Kim Coates
- Billy Madison – A dilidiák – Mr. Oblaski – Robert Smigel
- Bűvölet – Dr. Matthew Robertson – David Bowe
- Casino Royale – Alex Dimitrios – Simon Abkarian
- Chipkatonák – Phil Fimple – Phil Hartman
- Drágám, add az életed! – Rangkór embere a távbeszélőnél – John Kassir
- Életre-halálra – Rabszállítógép másodpilótája – Michael Braun
- Forrest Gump – Benjamin Beaufort Blue – Mykelti Williamson
- Karácsonyi vakáció – Küldönc
- Kill Bill 2. – Larry Gomez – Larry Bishop
- Kutyaszorítóban – Mr. Barna – Quentin Tarantino
- Lúzer SC – Wayne – Tim Meadows
- Made in America – Bruce – Fred Mancuso
- Nekem 8 – Bart sheriffhelyettes – Steven M. Porter
- Óvszer módszer – Snake – Gary Wolf
- Pánikszoba – Raoul – Dwight Yoakam
- Robin Hood, a tolvajok fejedelme – Skarlát Will – Christian Slater
- Római ikervakáció – Enrico Tortoni – Matt Patresi
- Ryan közlegény megmentése – Henderson tizedes – Max Martini
- Schindler listája – Kunder SS-őrmester – Grzegorz Damiecki
- Stephen King: Dolores Clairborne – Peter – Eric Bogosian
- Szakítópróba – Henri Margeaux – Laurent Alexandre
- Túl az Óperencián – Paddy, Joseph testvére – Jared Harris
- Túl mindenen – Pomona Joe – Jeff Kober
- Ütős játék – Wilfred Reid – George Asprey